# Maleducata
Maleducata è un singolo del cantautore e rapper italiano Achille Lauro, pubblicato il 17 settembre 2020 come quarto estratto dalla riedizione del quinto album 1969 - Achille Idol Rebirth. Il brano fa parte della colonna sonora della terza stagione della serie televisiva Baby.

## Video musicale
Il videoclip è stato pubblicato il 22 settembre 2020 sul canale YouTube dell'artista. Diretto e montato da Giulio Rosati, presenta un'idea di Achille Lauro fuori dagli stereotipi di genere: il cantante è truccato, indossa reggicalze, corsetto, tacchi e balla la lap dance. Alcuni passi del video richiamano The Rocky Horror Picture Show, lungometraggio del 1975 diretto da Jim Sharman.

## Tracce
Testi di Lauro De Marinis, Davide Petrella, Gow Tribe, Frenetik, Orang3, Gregorio Calculli, musiche di Gow Tribe, Frenetik & Orang3, Gregorio Calculli.
1. Maleducata (Baby 3 Official Soundtrack) – 2:52

## Formazione
- Achille Lauro – voce, testo
- Gow Tribe – produzione, batteria, composizione
- Frenetik  – produzione, chitarra, sintetizzatore, composizione
- Orang3 – produzione, chitarra, batteria, sintetizzatore, composizione
- Gregorio Calculli – produzione, chitarra, composizione
- Riccardo "Kosmos" Castelli – chitarra
- Marco Lancs – batteria

## Classifiche
| Classifica (2020) | Posizione massima |
| ----------------- | ----------------- |
| Italia            | 46                |